# Johnson Township (comté de Polk, Missouri)
Johnson Township est un ancien township, situé dans le comté de Polk, dans le Missouri, aux États-Unis,.
Le township est baptisé en référence à Richard Mentor Johnson, neuvième vice-président des États-Unis.

### Source de la traduction
- (en) Cet article est partiellement ou en totalité issu de l’article de Wikipédia en anglais intitulé « Johnson Township, Polk County, Missouri » (voir la liste des auteurs).